# 顔面動脈腺枝
顔面動脈腺枝（がんめんどうみゃくせんし）は、頭頸部の動脈の一つ。顔面動脈の枝で、3から4本の大きな枝であり、顎下腺に栄養を供給し、一部は隣接した筋肉やリンパ腺、外皮へも伸びる。
この記事にはパブリックドメインであるグレイ解剖学第20版（1918年）555ページ本文が含まれています。